# Radio Dolores
Pour plus de détails, voir Fiche technique et Distribution.
Radio Dolores est un film d'animation finlandais de court métrage réalisé par Katariina Lillqvist et sorti en 2016.

## Fiche technique
- Titre : Radio Dolores
- Réalisation : Katariina Lillqvist
- Scénario : Katariina Lillqvist
- Animation : Michal Kubicek
- Montage : Katariina Lillqvist
- Musique : Kusti Vuorinen
- Producteur : Katariina Lillqvist
- Production : Film Cooperative Camera Cagliostro
- Pays d'origine :  Finlande
- Durée : 18 minutes 5
- Dates de sortie :
  -  France : 12 juin 2017 (FIFA 2017)

## Distribution
- Jotaarkka Pennanen

## Distinctions
Il remporte le prix de la meilleure musique originale pour un court métrage à l'édition 2017 du festival international du film d'animation d'Annecy.